# Hotarele, Giurgiu
Hotarele este o comună în județul Giurgiu, Muntenia, România, formată numai din satul de reședință cu același nume.

## Așezare
Comuna se află în sud-estul județului, pe malul drept al Argeșului, la limita cu județul Călărași. Este străbătută de șoseaua națională DN5A, care leagă Greaca de Adunații Copăceni (unde se termină în DN5). La Hotarele, din acest drum se ramifică șoseaua județeană DJ401, care duce spre nord la Herăști, Valea Dragului, Vărăști, apoi mai departe în județul Ilfov de Vidra și Berceni (unde se intersectează cu centura Bucureștiului) și București. Tot la Hotarele, DN5A începe o porțiune comună cu șoseaua județeană DJ411, drum care duce spre est în județul Călărași la Radovanu și Chirnogi (unde se termină în DN41), și spre vest, după tronsonul comun cu DN5A, care se termină la Comana, la Călugăreni (unde se intersectează cu DN5), Singureni, Iepurești (unde se intersectează cu DN6), Bulbucata și Clejani (unde se termină în DN61).

## Demografie
Componența etnică a comunei Hotarele
     Români (88,63%)
     Romi (1,49%)
     Alte etnii (9,87%)
Componența confesională a comunei Hotarele
     Ortodocși (89,53%)
     Alte religii (0,42%)
     Necunoscută (10,05%)
Conform recensământului efectuat în 2021, populația comunei Hotarele se ridică la 3.352 de locuitori, în scădere față de recensământul anterior din 2011, când fuseseră înregistrați 3.939 de locuitori. Majoritatea locuitorilor sunt români (88,63%), cu o minoritate de romi (1,49%). Din punct de vedere confesional, majoritatea locuitorilor sunt ortodocși (89,53%), iar pentru 10,05% nu se cunoaște apartenența confesională.

## Politică și administrație
Comuna Hotarele este administrată de un primar și un consiliu local compus din 13 consilieri. Primarul, Silvian Manea[*], de la Partidul Național Liberal, este în funcție din 2012. Începând cu alegerile locale din 2024, consiliul local are următoarea componență pe partide politice:
|  | Partid                    | Consilieri | Componența Consiliului | Componența Consiliului | Componența Consiliului | Componența Consiliului | Componența Consiliului | Componența Consiliului | Componența Consiliului |
|  | ------------------------- | ---------- | ---------------------- | ---------------------- | ---------------------- | ---------------------- | ---------------------- | ---------------------- | ---------------------- |
|  | Partidul Național Liberal | 7          |                        |                        |                        |                        |                        |                        |                        |
|  | Partidul Social Democrat  | 6          |                        |                        |                        |                        |                        |                        |                        |

## Istorie
La sfârșitul secolului al XIX-lea, comuna făcea parte din plasa Oltenița a județului Ilfov și era formată din satele Hotarele și Zboiu, având 3720 de locuitori ce trăiau în 508 case și 8 bordeie. În comună funcționau două biserici și două școli mixte. Anuarul Socec din 1925 o consemnează în plasa Budești a aceluiași județ și avea 4098 de locuitori în satul Hotarele și cătunul Scărișoara.
În 1950, comuna a fost transferată raionului Oltenița din regiunea București. În 1968, comuna a revenit la județul Ilfov, reînființat, alipindu-i-se și satele comunelor Isvoarele și Herăști, desființate. În 1981, o reorganizare administrativă regională a dus la transferarea comunei la județul Giurgiu. Comunele Herăști și Isvoarele s-au separat din nou în 2004, comuna rămânând doar cu satul Hotarele.

## Biserica parohială
Biserica se află în centrul satului Hotarele, la întretăirea șoselelor Herești-Greaca cu Isvoarele-Crivăț, ambele șosele fiind pavate și asfaltate și se află încadrată între clopotniță și casa parohială.

### Biserica de lemn anterioară
Contrucția anterioară actualei biserici a fost biserica de lemn, construită între anii 1788-1790, din bârne, mică, învelită cu șindrilă și a durat 100 de ani. A fost renovată în 1820 de preotul Stoian, cum singur mărturisește într-o însemnare pe care o face pe o carte: „Să se știe că am scris eu, preotul Stoian, dubovnic din Hotarele, că învrednicindu-mă milostivul Dumnezeu de am făcut sfânta biserică în două rânduri tot din nou și cu toate cele de trebuință, că eu socotesc că voi muri și degetele mele vor putrezi, iar această carte va trăi în veci și cei ce vor ceti, mă vor pomeni 1820 – aprilie 15” (Penticostar Chirilic – 1800). Acestei biserici, care a fost foarte săracă în decoruri i s-a pictat tâmpla în anul 1836 de zugravul Dumitru Logofătul din satul Roata, Plasa Ogrezeni, Județul Vlașca, cum scrie el însuși pe o Cazanie Chirilică ( Cazania- Buzău 1834). Din pictura aceasta se păstrează două icoane la biserica parohiei noastre. Sunt icoane prasnicare. Despre ctitorul acestei biserici de lemn nu se știe nimic. Se poate să se fi făcut la îndemnul proprietarului moșiei Herești, pe care se găsea biserica. Unii locuitori spun că moș Păun, Petre al Iancului, Petre Ilie și Opău au construit această biserică.
După mărturia preotului Stoian, biserica de lemn s-a făcut a doua oară de el, din bârne aduse de la munte din județul Vâlcea. Acest preot a avut doi băieți: Ion și Stoian.

### Biserica de zid
La 1891, locuitorii comunei, în frunte cu Stan Dumitru Păun și cu arendașul moșiei Hotarele, Temistocle Lecca, se hotăresc să facă o biserică mare de zid, cum cerea nevoia și dezvoltarea comunei. Ei strică biserica de lemn și încep alta nouă, care este cea actuală, făcută tot pe locul bisericii de lemn și pe care o termină în anul 1894. Această biserică este construită din cărămidă, cu temelia tot din cărămidă și învelită cu tablă. Are forma de cruce și o suprafață de 180 metri pătrați; este înaltă de 8 metri și are două turle mari și un fronton cu două turle mici de zid la fațadă și un pridvor închis, construit ulterior în 1904. Învelitoarea are streșinile foarte mici. Are 7 ferestre din lemn de stejar, rotunde în partea superioară. Bolțile interioare sunt construite din scândură și pornite de foarte de jos, de aceea și ferestrele sunt așezate la un nivel prea jos. Învelitoarea este foarte joasă și urcă cu puțin deasupra zidurilor. Cele două turle mari sunt construite din cosaci de brad și scândură învelite în tablă.
Catapeteasma bisericii este făcută din stejar și anume din bârnele fostei biserici din lemn și este aceiași și astăzi. Strănile bisericii sunt tot de stejar și din aceleași bârne de la fosta biserică de lemn. Pictura de la construcția din 1891-1894 nu se cunoaște. Se poate să fi stat nepictată până în 1912, când se pictează de către pictorul V. Mitescu, cu sfinții pictați pe pânză și aplicați pe pereți, în număr de 20 bucăți, încadrați cu rame de ipsos făcute în formă de frunze de stejar. Meșterii acestei biserici nu se cunosc.
Construcția bisericii a fost foarte slabă și a avut nevoie de diferite reparații radicale. În anul 1928 preotul Ghe. Rădulescu a învelit-o din nou cu tablă foarte bună și i-a făcut o subzidire la temelie. În anul 1936, preotul Petre Țone i-a făcut o renovare generală: i-a consolidat temelia prin facerea unei centuri de beton la temelie, prin facerea unui trotuar de beton în jurul bisericii și prin construirea unui alt soclu din cărămidă de presă, care s-a buceardat, precum și prin turnarea unor plăci de mozaic pe jos, în interior. De asemeni, s-a tencuit din nou în interior. Tot în interior s-au consolidat bolțile, care se stricaseră de ploi până la renovarea învelitoarei din 1928. Restaurarea făcută în 1936 a costat suma de 150.000 lei, din care staul a suportat sume de 50.000 lei.
După restaurarea din 1936, preotul Țone i-a făcut o nouă pictură, între anii 1938-1939, în tehnică ulei și în stil bizantin, foarte bogată în decoruri, având un brâu de sfinți în medalioane, la nașterea bolților, având sfinți pe pereți, iar bolțile și turla mare s-au pictat după technica nouă a picturii la această dată, foarte bogată în scene religioase, pictor fiind Arution Avachian și Iob Agapiescu. Pictura din 1938 a costat suma de 200.000 lei, iar statul a ajutat cu sume de 50.000 lei. Sfinții pictați în 1912, pe panouri se pânză și în număr de 20 de bucăți s-au dat jos și se păstrează la muzeul parohiei.
În anul 1956, preotul Țone i-a făcut o izolare a igrasiei la soclu, în interior, care a costat 6.500 lei. În anul 1957, tot preotul Petre Țone a făcut o spălare și completare a picturii, pictîndu-se cafasul, care rămăsese nepictat în 1938 și îmbogățindu-se biserica cu sfinți noi pe pereți, icoane împărătești, pictate pe lemn și 24 icoane prasnice, de pictorii Rudeanu, Ilie Arjoca, C. Selaru și Ian Ciobănescu. Spălarea picturii a costat suma de 35.000 lei și a fost strânsă numai din contribuția enoriașilor. Pictura catapetesmei este cea pictată în anul 1912 și s-a găsit foarte bună, ca material și pictură și nu s-a schimbat, când s-a pictat și replicat biserica, 1938 și în 1957. În anul 1964 biserica a fost electrificată.
La biserica Hotarele ca obiecte cu valoare istorică, artistică și documentară sunt: 1. Penticostar Chirilic – București 1800 2. Cazanie Chirilică – Buzău 1834 3. Două icoane de lemn, 75/76 cm, Isus Hristos și Maica Domnului, din anul 1865 4. Potir de argint – 1893 5. Cristelniță de argint – 1898

### Clopotnița
Clopotnița este construită de enoriași în anul 1902, din cărămidă și învelită cu tablă. Este în stare bună, cu o suprafață de 32 mp întindere și înălțime de 8 m. Are formă de paralelipiped, cu bază pătrată, cu trecere pe sub ea și în partea de sud adăugată o cameră.

### Casa parohială
Casa parohială este construită după planul Sf. Arhiepiscopii- tipoic mic B I – pe o suprafață de 90 mp, la care s-au adăugat ca anexe 3 camere mici. Casa parohială s-a construit de enoriași între anii 1934 – 1936, prin stăruința preotului Petre Țone. Este construcție de zid, format parter, cu temelia de beton și învelită cu tablă. Construcția este solidă, fiind lucrată sub îndrumarea directă a Sf. Arhiepiscopii, architect fiind Ionescu Berechet. Casa parohială a costat 160.000 lei, agonisiți numai din contribuția și munca enoriașilor. Devizul a fost 340.000 lei. Se compune din 4 camere și un pridvor în stil românesc. A fost electrificată în anul 1963.

### Cimitirul
Mormintele aflate în curtea bisericii: 1. Preot Stoian sin Neculcea hirotonit la 12 februarie 1802 și trăiește până la 1828 2. Preot Marin sin Dumitru ot Hotar, jud Ilfov, hirotonit la 12 martie 1828, trăiește până la 1865 3. Preotul Herea 4. Preotul Ilie 5. Preotul Dobre de la Crivăț 6. Preotul Anghel Niculescu din comuna Pietrele Vlașca 7. Preotul Dumitru Iordăchescu slujește între anii 1895 – 1919 8. Preotul Gheorghe Rădulescu slujește de la 1 iulie 1919 până la 15 iunie 1931 9. Preotul Petre Țone slujește de la 1 decembrie 1932 până în anul 1976 10. Preotul Petre Iancu slujește de la 1 august 1976 și se află în funcție

### Mențiuni speciale:
• Din preoții cunoscuți că au slujit la această parohie, cea mai îndelungată activitate a avut-o preotul Petre Țone, care a deservit parohia aproape 44 de ani. Pentru bogata și rodnica activitate a fost distins de autoritățile bisericești cu rangul de Iconom Stavrofor, acordat în anul 1958 și în anul 1961, cu Crucea Patriarhală. • După cutremurul din 04/03/1977, biserica parohiei Hotarele I a suferit numeroase avarii. Astfel, sub îndrumarea și stăruința proetului Petre Iancu din com Hotarele jud Giurgiu. Care slujește din 01/08/1976, locașul sfintei biserici a fost refăcut complet, necesitând reparații majore, consolidare, restaurarea picturii (1980- 1981). Tot în această perioada s-a ridicatdin temelie clopotnița de le intrare deoarece aceasta s-a dărîmat în urma cutremurului. • De-a lungul anilor biserica a suferit mai multe inundații, în 1975, 1984, care au dus la intrarea în degradare a acesteia în urma celor două inundații din luna iulie 2002, biserica a suferit din nou numeroase avarii care necesită o reparație totală, din temelie. Inundațiile s-au repetat în anul 2005, în urma cărora au fost distruse toate anexele, biserica fiind inundată până la înălțimea de 0.5 m, intrând într-o degradare totală. La această dată a fost inundată complet și casa parohială. • În 2006 prin milostivirea Bunului Dumnezeu, învrednicindu-ne de înființarea Sfintei Episcopii a Guirgiului, având la cârmă pe Înaltul Prea Sfințitul Dr. Ambrozie, biserica Hotarele a fost vizitată de Vlădică Ambrozie care a văzut și a constatat situația de fapt a bisericii, în urma atâtor inundații care au avut loc și ne-a asigurat da tot sprijinul Sfinției Sale în refacerea Sfântului locaș. • Menționăm faptul că biserica parohiei Hotarele I, până la renovarea generală din anul 1936 făcută în timpul preotului Petre Țone, a purtat hramul Sf. Dumitru, iar după aceea a primit hramul Sf. Cuv. Paraschiva.